# Вуазен, Шарль
Шарль Вуазе́н (фр. Charles Voisin; 12 июля 1882, Лион — 26 сентября 1912, Бельвиль) — французский авиатор, младший брат авиатора и авиаконструктора Габриеля Вуазена. Шарль Вуазен — шестой по счёту человек и первый француз, летавший на аппарате тяжелее воздуха.

## Биография
Шарль родился через два года после старшего брата. Вскоре после его рождения отец бросил семью, и мать с детьми переехала к своему отцу, державшему фабрику в Нойвиле. Именно дед стал главным воспитателем братьев. После его смерти Габриель и Шарль получили хорошее инженерное образование в Париже, а в 1900 году Габриель, познакомившийся с Клементом Адером, всерьёз занялся постройкой планёров. За этим последовал долгий (1903—1906) период неудачных опытов в сотрудничестве с Луи Блерио. В 1906 году Шарль и Габриель Вуазены основали собственную фирму «Братья Вуазен» (Voisin frères, позже Aéroplanes Voisin).
28 февраля 1907 года братья приступили к опытным пробежкам на новой машине — биплане с толкающим винтом и коробчатым хвостом, предназначавшемся для Леона Делагранжа. 16 марта 1907 года Шарль первым из братьев совершил опытный короткий полёт. 30 марта 1907 года на той же машине Шарль совершил два полёта на 20 и 60 минут, а после четвёртого полёта, 8 апреля, передал её заказчику.
В 1909 году Вуазен познакомился с «баронессой» де Ларош, которая, поднявшись в воздух на самолёте Вуазена, стала первой в мире женщиной-авиатрисой.
26 сентября 1912 года Шарль Вуазен погиб в автокатастрофе близ Бельвиля в департаменте Роны; находившаяся в машине Раймонда де Ларош разбилась, но выжила и смогла вновь летать.